# Pe-8轟炸機
佩特利亞可夫Pe-8轟炸機（或稱TB-7以及ANT-42）為蘇聯空軍二戰中唯一生產的四發動機重轟炸機。

## 研發
Pe-8最初於1934年7月以ANT-42的代號在圖波列夫設計局進行開發，為的是研發出一款比TB-3轟炸機更加優秀的大型轟炸機；新轟炸機的技術要求基本上為TB-3的兩倍性能，可在攜帶2千公斤的炸彈下以高於時速440公里的飛行速度有著4500公里的航程，同時飛行高度需在1萬公尺水準。安德烈·圖波列夫將SB轟炸機的經驗轉用在這架新飛機上，因此ANT-42有著更為流線的機身。後轉移至佩特利亞可夫設計局進行開發，設計目標為製造一款具有高速並且可以在高空飛行的重轟炸機，可以不需要戰鬥機護航獨立飛行自敵軍腹地進行轟炸。此時開發代號變更為TB-7，原型機於1936年12月27日在格羅莫夫試飛院（M.M. Gromov）製造完成，這架飛機有著梨形硬殼式鋁合金機身、雙重鋼樑結構懸臂式中單翼、副翼材質仍採用紡織蒙皮。2號原型機在1934年4月開始製造。
不過就和歷史上大多數失敗的飛機研發案一樣，Pe-8從一開始就缺乏一具強力而且可靠的發動機。AM-34引擎（AM-35引擎的前身）出力僅有800匹馬力不足以支撐大型飛機足夠推力；雖然工程師更換了出力比較大但是性能不穩定的的AM-34FRN引擎（1120匹馬力），但仍然無法解決AM-34系列當時沒有適合的增壓器可以裝在引擎上的問題，因此Pe-8原型機的高空性能十分差勁，為了讓研發案持續進行，工程師在原型機的炸彈艙安裝了一具由M-100發動機為主體的ATsN-2增壓系統 (俄语：—中央增壓系統)，功用是將原本整具引擎的動力來催動機械增壓器製造加壓空氣，提供給其他4台飛機主引擎使用。該系統在1937年8月裝機與AM-34RNB發動機進行磨合測試，不過飛機在測試時發現引擎發生過熱、方向舵失去效能，於是飛機在測試空氣動力後重新設計了機翼及散熱器配置。
由於發動機問題持續無法解決加上機體超重問題，TB-7的研發以及生產一直不算順遂，安裝了裝甲以及相關轟炸設備的2號原型機首次試飛直到1938年7月26日才進行，相關的第一批6架先導量產型開始決定製造，不過直到此時發動機的問題仍然未解決；而佩特利亞可夫本人也因為研發落後而早在1937年4月被關進勞改營，圖波列夫則因遭指控洩漏給德國機密讓他與整個設計局一起進勞改營，在1937年時，TB-7的團隊可說已被蘇聯中央給解體。這時計劃是由Josef Nezval負責，雖然他極力讓TB-7的生產開始上軌道，但是AM-34的問題持續困擾的這架飛機，進度落後到1939年蘇聯中央一度考慮中止TB-7研發計畫。
為了拯救計畫，開發局開始提出使用其他引擎的發案，包括Charomski生產的M-30B或M-40柴油引擎。雖然柴油引擎提供了Pe-8足夠的航程，但是代價是極差的機械可靠性，機械故障而墜毀的Pe-8不輸給被敵機擊毀的數量，因此在1940年又推出了安裝ShvetsovASh-82引擎以及AM-35引擎的改良型，這兩款引擎提供了Pe-8穩定的出力表現，但是在航程上卻大幅度縮短，但因為蘇聯空軍認為降低飛機性能表現比飛機根本飛不起來來的好，因此這款飛機服役時出現同時使用4種引擎的特殊狀況。
在決定更換引擎後，TB-7在1940年5月公開展示，佩特利亞可夫在同年7月釋放回到開發局繼續輔助TB-7量產，服役的量產機機因為蘇聯機種編號異動因此改名為Pe-8，因此這台轟炸機在資料上存在著3種名稱。

## 戰果及評價
當1941年6月希特勒發動巴巴羅薩作戰時，Pe-8僅配賦給一個部隊，為駐地基輔鮑里斯波爾國際機場的第14轟炸機團第2中隊(俄语：—TBAP)，然而該部隊尚未進入可戰備狀態。在德國攻擊下，該中隊9架編制機內有2架的Pe-8遭摧毀，剩下的後來撤退至喀山重編。在史達林的命令下，該中隊擴編為團級編制，並賦予他們轟炸德國核心領土的戰鬥任務；他希望藉由這樣的攻勢作為扭轉紅軍形象的心戰攻勢。該中隊在1941年6月29日改編為421特別轟炸機團，並實施長程轟炸訓練；1941年7月27日更名為432特別轟炸機團，後來並增設補充的433團。之後這兩個單位分別被改編為746以及890轟炸機團。
在1941年8月10日晚上，8架採用柴油引擎的Pe-8由列寧格勒近郊的普希金諾機場起飛，在8月11日上午轟炸柏林，除了432團外還有81長程轟炸機航空師所轄之420遠程轟炸機團派出了4架Yer-2轟炸機。但該次攻擊機隊因發動機故障、迷航、友軍誤擊等原因只有4架成功飛抵柏林攻擊，至於成功返航只剩2架，剩下的飛機有的飛到芬蘭墜毀，或是在愛沙尼亞迫降；在8月份整個飛行團就損失了7架轟炸機，實際上也等於失去戰力；因為柴油引擎的故障率太高，該團剩下的Pe-8在重編的時間把引擎更換成AM-35As，雖然航程不能指望，但總比毛病一堆的柴油引擎要好。至於該次轟炸宣示性大於作戰實質效果，而1941年9月以後蘇聯飛機再也沒有出現至德國領空，直到1945年蘇聯反攻為止。

以Pe-8的技術數據而言，這款飛機的性能與同時期歐美四發重轟炸機接近，但是由於大清洗的政治正確性之下蘇聯對於戰略轟炸採取的鄙視態度，飛機的研發及生產能量轉向戰術轟炸為主，這點對Pe-8產量稀少有重大影響；而後期Pe-8換裝新型汽油發動機之後整體性能也逐漸穩定，但是在租借法案援助的飛機性能皆超越Pe-8的情況下，這款飛機的存在價值降低，並且在1944年春季之後退出第一線作戰任務。

除了轟炸任務以外，Pe-8於其他領域較為突出的事件是在1942年5月19日至6月13日載運蘇聯外交部長莫洛托夫代表團自莫斯科飛往倫敦及華盛頓特區與盟軍談判開闢第二戰場的相關事宜，途中經過德國領空沒有遭遇任何阻攔。二戰後，殘餘的Pe-8於戰爭結束後轉用運輸業務並服役到50年代末期退役。

## 產量
| 年份      | 機體編號                                                                                    | 備註                                                    | 數量 |
| --------- | ------------------------------------------------------------------------------------------- | ------------------------------------------------------- | ---- |
| 1936      | 4201                                                                                        | 1號原型機                                               | 1    |
| 1938      | 4202 (385)                                                                                  | 2號原型機                                               | 1    |
| 1939-1940 | 4211 - 4214                                                                                 | 4具AM-34引擎及1具M-100 ATsN-2引擎，日後更換為AM-35A引擎 | 4    |
| 1939-1940 | 4215                                                                                        | AM-35引擎，後來更換為AM-35A                             | 1    |
| 1939-1940 | 4216                                                                                        | 4具AM-34引擎及1具M-100 ATsN-2引擎，日後更換為AM-35A引擎 | 1    |
| 1939-1940 | 4217 - 4222                                                                                 | AM-35引擎，後來更換為AM-35A                             | 6    |
| 1939-1940 | 4223, 4224                                                                                  | AM-35A                                                  | 2    |
| 1939-1940 | 4225                                                                                        | M-40引擎，後來更換為AM-35A                              | 1    |
| 1939-1940 | 4226                                                                                        | AM-35A                                                  | 1    |
| 1939-1940 | 4227                                                                                        | M-40引擎，後來更換為AM-35A                              | 1    |
| 1939-1940 | 42015                                                                                       | AM-35A                                                  | 1    |
| 1941      | 42025, 42035                                                                                | M-40F引擎，後來更換為AM-35A                             | 2    |
| 1941      | 42045                                                                                       | M-40F                                                   | 1    |
| 1941      | 42055, 42016 42026, 42036 42046, 42056                                                      | M-30                                                    | 6    |
| 1941      | 42066, 42076 42086, 42096 42106                                                             | M-30引擎，後來更換為AM-35A                              | 5    |
| 1941      | 42017, 42027 42037                                                                          | AM-35A                                                  | 3    |
| 1942      | 42047                                                                                       | AL-82                                                   | 1    |
| 1942      | 42057, 42067 42077, 42087 42097, 42107 42018, 42028                                         | AM-35A                                                  | 8    |
| 1942      | 42038                                                                                       | AM-30B                                                  | 1    |
| 1942      | 42048                                                                                       | AM-35A                                                  | 1    |
| 1942      | 42058                                                                                       | AL-82                                                   | 1    |
| 1942      | 42068, 42078 42088, 42098 42108, 42019                                                      | AM-35A                                                  | 6    |
| 1942      | 42029, 42039                                                                                | AM-30B                                                  | 2    |
| 1943      | 42049, 42059 42069, 42079 42089, 42099 42109, 42110 42210, 42310                            | AL-82, 42110號機安裝了新式機鼻                          | 10   |
| 1943      | 42410                                                                                       | AL-82FN，可搭載7000公斤炸彈                             | 1    |
| 1943      | 42510, 42610 42710, 42810 42910, 421010 42111                                               | AL-82                                                   | 7    |
| 1944      | 42211, 42311 42411, 42511 42611, 42711 42811, 42911 421011, 42112, 42212 42312, 42412 42512 | AL-82                                                   | 14   |
| 1944      | 42612, 42712                                                                                | AM-30B，專機                                            | 2    |
| 1944      | 42812, 42912                                                                                | AM-30B                                                  | 2    |
| 總產量：  |                                                                                             | （包含兩架原型機）                                      | 93   |

## 使用國家
苏联
- 蘇聯空軍

## 外部連結
- Pe-8戰損紀錄（页面存档备份，存于）（英文）
- www.aviation.ru Pe-8
- www.airpages.ru Pe-8（页面存档备份，存于）
- avia.russian.ee Pe-8